# ATSZ–59
Az ATSZ–59 (oroszul: АТС–59 – Артиллерийский Тягач, Средний, образца 1959; magyar átírásban: artyillerijszkij tyagacs, szrednyij, obrazca 1959, magyarul: 1959 mintájú közepes tüzérségi vontató) szovjet közepes tüzérségi vontató, melyet 1959–1966 között gyártottak. A Szovjet Hadseregben főként a nehéz tüzérségi eszközök vontatására alkalmazták.  A nehéz terepviszonyokkal rendelkező területeken elterjedten használták a polgári életben is. Kissé módosított, elsősorban a vezetőfülkében eltérő változata az ATSZ–59G.

## Története
A Kurganmaszavod tervezőirodája fejlesztette ki az AT–SZ tüzérségi vontató utódaként. Sorozatgyártása a Kurganmaszavodnál kezdődött el, de  a BMP–1 sorozatgyártásának ottani előkészületei miatt a gyártást az 1960-as évek elején átadták a lengyelországi ZM Łabędy gépgyárnak.
A jármű hátrányos tulajdonsága volt a túl kicsi, szűkös vezetőfülke. Ezért később a járművet átalakították. A módosított ATSZ–59G nagyobb vezetőfülkét kapott, ahol egy további sort ülést is elhelyeztek, valamint ABV védelemmel látták el. Módosították a motort is, melynek jelzése A–650G lett. A jármű egyéb jellemzőiben változatlan maradt.

## Alkalmazása
A Szovjet Hadseregben tüzérségi vontatóként elsősorban a nehéz tüzérsègi eszközök, mint pl. a 130 mm-es M–46 tábori ágyú és 152 mm-es aknavetők vontatására alkalmazták. Emellett mint önjáró alváz egyéb eszközök – az SZ–75 légvédelmi rakéták, P–37 rádiólokátorok – hordozására is felhasználták.
A katonai alkalmazás mellett a polgári felhasználása is jelentős volt. Főként a nehezen járható, nehéz terepviszonyú területeken használták szállító és vontatási feladatokra. Jellemző alkalmazási területük volt a szénhidrogénipar és az erdészetek, építkezések. A lánctalpas futómű kis talanyomása miatt a mezőgazdaságban is használták.
A járművet a Szovjetunión kívül a Varsói Szerződés hadseregeinél, valamint több, a Szovjetunióval baráti kapcsolatokat fenntartó országban is rendszeresítették.
Kínában gyártott változatát a 83-as típusú rakéta-sorozatvető hordozójárműveként is használták. Egyiptomban a szovjet BM–21 rakéta-sorozatvető alvázaként is felhasználták.

## Jellemzői
A jármű alváza a T–54-es harckocsi egyes elemein alapul. Onnan származik a motor és az erőátviteli berendezések. Az öt futógörgős futómű viszont önálló konstrukció. A hajtókerék elöl, a láncfeszítő kerék hátul található. A lánctalp szélessége 525 mm. A futómű talajnyomása teljes terhelésnél is csak 0,52 kg/cm². Előkészítés nélkül 1,5 m mélységű vízeken, valamint 1,1, m magasságú akadályokon képes áthaladni.
A beépített A–650 V12-es hengerelrendezésű dízelmotor a V–2-es motorcsalád tagja, a harckocsikban alkalmazott motorok csökkentett teljesítményű változata. A motor 2600 1/perc fordulatszám mellett 221 kW (300 LE) maximális teljesítményt ad le. A motort a jármű középső részén helyezték el. Ez csökkenti ugyan a platón a rakodóteret, de ez az elrendezés kedvezőbb súlyeloszlást biztosít és jó hozzáférést biztosít a motorhoz.
A hátul elhelyezett paltó terhelhetősége maximálisan 4 t, vagy 18 fő. Vontatóképessége 14 t. A járművet csörlővel is felszerelték.

## Galéria
- Az első, kiskabinos változat
- A nagyobb vezetőfülkével ellátott ATSZ–59G változat
- Az orosz Rendkívüli Helyzetek Minisztériuma (MCSSZ, katasztrófavédelem) által használt ATSZ–59G
- Az ATSZ–59G vezetőfülkéjének ABV-védelmét ellátó szűrő